# Bazoumana Touré
Bazoumana Touré (2 maart 2006) is een Ivoriaans voetballer die bij voorkeur als vleugelspeler speelt. Hij tekende in 2025 voor Hoffenheim.

## Clubcarrière
Hammarby IF haalde Touré in maart 2024 weg bij ASEC Mimosas. In februari 2025 betaalde Hoffenheim tien miljoen euro voor de aanvaller, die achtmaal scoorde in 23 competitieduels in de Zweedse competitie.